# Milano-Sanremo 1955
La Milano-Sanremo 1955, quarantaseiesima edizione della corsa, fu disputata il 19 marzo 1955, per un percorso totale di 282 km. Fu vinta dal belga Germain Derycke, giunto al traguardo con il tempo di 7h03'46" alla media di 39,927 km/h davanti a Bernard Gauthier e Jean Bobet.
I ciclisti che partirono da Milano furono 167; coloro che tagliarono il traguardo a Sanremo furono 104.

## Ordine d'arrivo (Top 10)
| Pos. | Corridore           | Squadra       | Tempo    |
| ---- | ------------------- | ------------- | -------- |
| 1    | Germain Derycke     | Alcyon-Dunlop | 7h03'46" |
| 2    | Bernard Gauthier    | Mercier-BP    | s.t.     |
| 3    | Jean Bobet          | Mercier-BP    | a 3"     |
| 4    | Mauro Gianneschi    | Arbos-Pirelli | s.t.     |
| 5    | Fiorenzo Magni      | Nivea-Fuchs   | a 26"    |
| 6    | Rik Van Steenbergen | Girardengo    | s.t.     |
| 7    | Giorgio Albani      | Legnano       | s.t.     |
| 8    | Gilbert Bauvin      | Saint-Raphaël | s.t.     |
| 9    | Giorgio Albani      | Saint-Raphaël | s.t.     |
| 10   | Bruno Monti         | Atala-Pirelli | s.t.     |